# Флаг Словакии
Государственный флаг Словацкой Республики (словац. Vlajka Slovenskej republiky) — прямоугольное полотнище, состоящее из трёх равновеликих горизонтальных полос: верхней — белого, средней — синего и нижней — красного цветов. Левее центра полотнища, на одинаковом расстоянии от верхнего, левого и нижнего краёв, располагается изображение Государственного герба Словацкой Республики, высота которого равна половине ширины полотнища флага.

## История
Изначальный словацкий флаг в Средние века состоял из двух полос: красной и белой, из которых сверху была обычно красная. Самый древний экземпляр словацкой символики и её цветов сохранён в печати города Нитра времён венгерского короля Белы IV (1235—1270). Это был белый двойной крест в червлёном поле.
Во время революции 1848—1849 гг. словаки восстали против Венгрии и боролись против неё на стороне Австрии (в итоге Венгрия была побеждена русской армией, присланной Николаем I). Во время восстания словаки сначала использовали красно-белый флаг без герба, затем была прибавлена синяя полоса, заимствованная из российского и хорватского флага. Русские считались защитниками славян, а хорваты — братским народом внутри Венгерского королевства.
После создания Чехословакии к бело-красным цветам Королевства Чехия после долгих обсуждений в 1920 году прибавили синий треугольник у древка, олицетворяющий Словакию, в гербе которой была изображена синяя гора. Таким образом возник флаг Чехословакии, который в дальнейшем переняла и современная Чехия.
Первая Словацкая республика использовала с 1939 года по 1945 год бело-сине-красный флаг. А после «Бархатной революции» 1990 года словаки снова ввели аналогичный флаг. Однако, ввиду схожести с флагом России и флагом Словении, с 1992 года на словацкий флаг был добавлен государственный герб.

## Панславянские цвета
В 1848 году участники Славянского съезда в Праге приняли решение, что они возьмут за основу для флагов своих освободительных движений цвета российского бело-сине-красного флага. С использованием сочетания этих трёх цветов были созданы флаги целого ряда славянских государств и народов — словаков (с 1848 года; позднее, в 1938—1945 годах и с 1990 года — Словакии), Словении, Хорватии, Сербии, Черногории (до 2004 года), бывшей Югославии, Болгарии (с заменой синего цвета на зелёный), лужицких сербов и русинов. С учётом российского флага был также разработан флаг Чехословакии (ныне флаг Чехии).

Государственный флаг Сербии
Гражданский флаг Сербии
Флаг Республики Сербской
Флаг автономной Словакии[англ.] (1938—1939), Словацкой республики (1939—1945), Словацкой республики в составе ЧСФР (1990—1992)
Флаг Словакии
Флаг Словении
Флаг Черногории (до 2004 года)

В некоторых случаях совпадение цветов флагов с панславянскими не является намеренным и никак не связано с государственным флагом России (как, например, флаг Азании).

## Исторические флаги

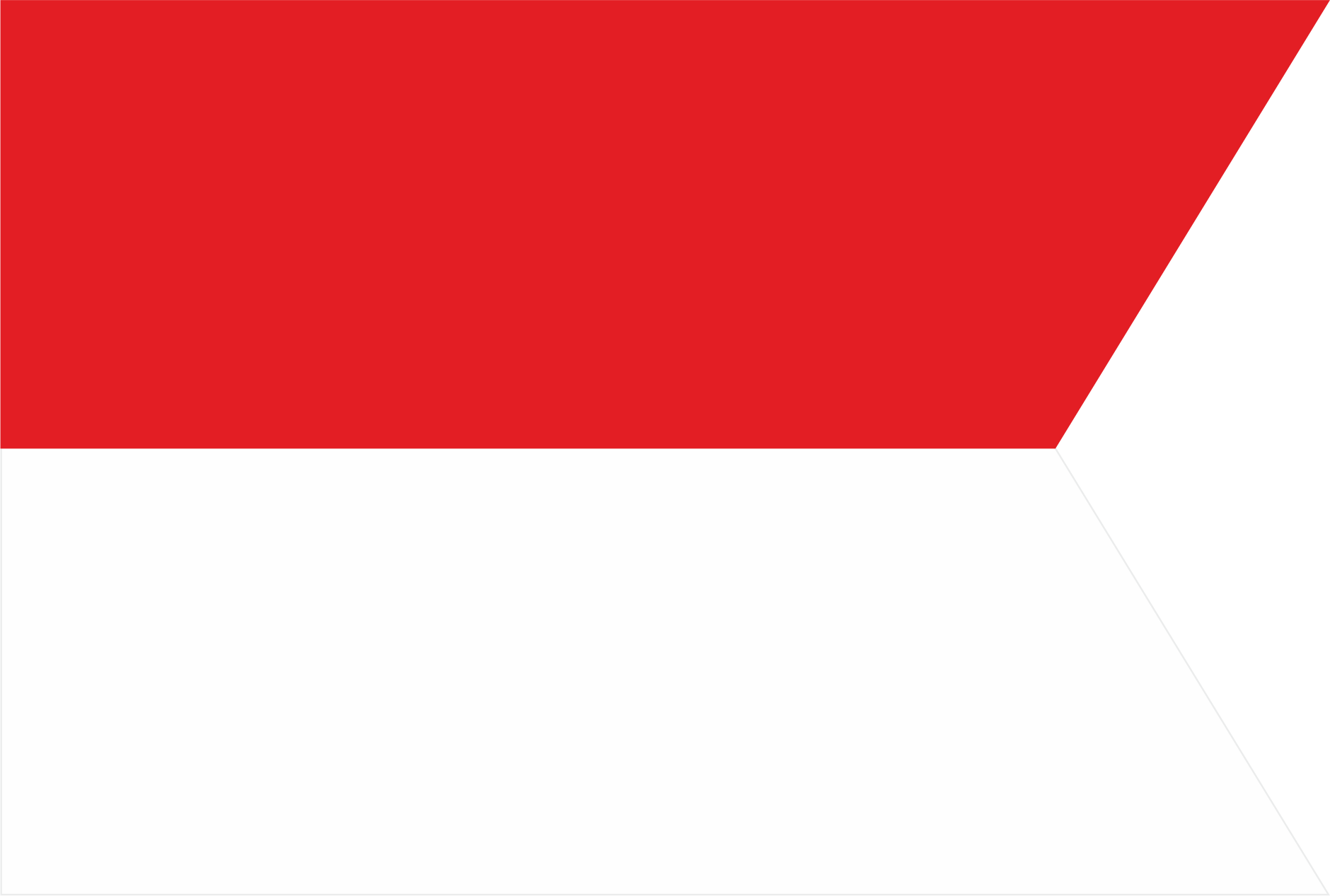
Флаг, предложенный в Требованиях словацкого народа в 1848 году в качестве национального
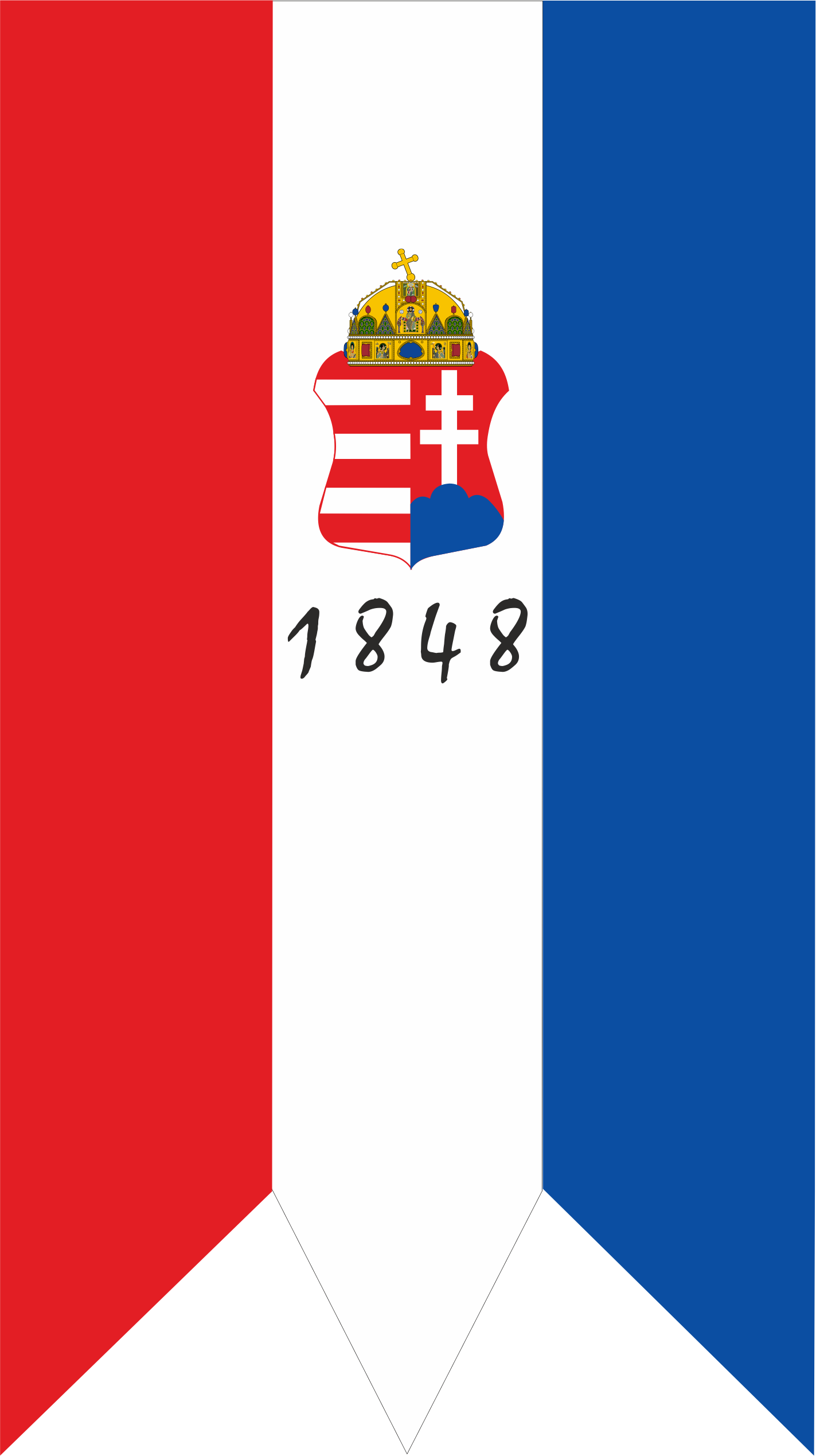
Флаг, использовавшийся в восстании 1848—1849 годов. Герб в центре отличается от венгерского цветом горы (синяя, а не зелёная)
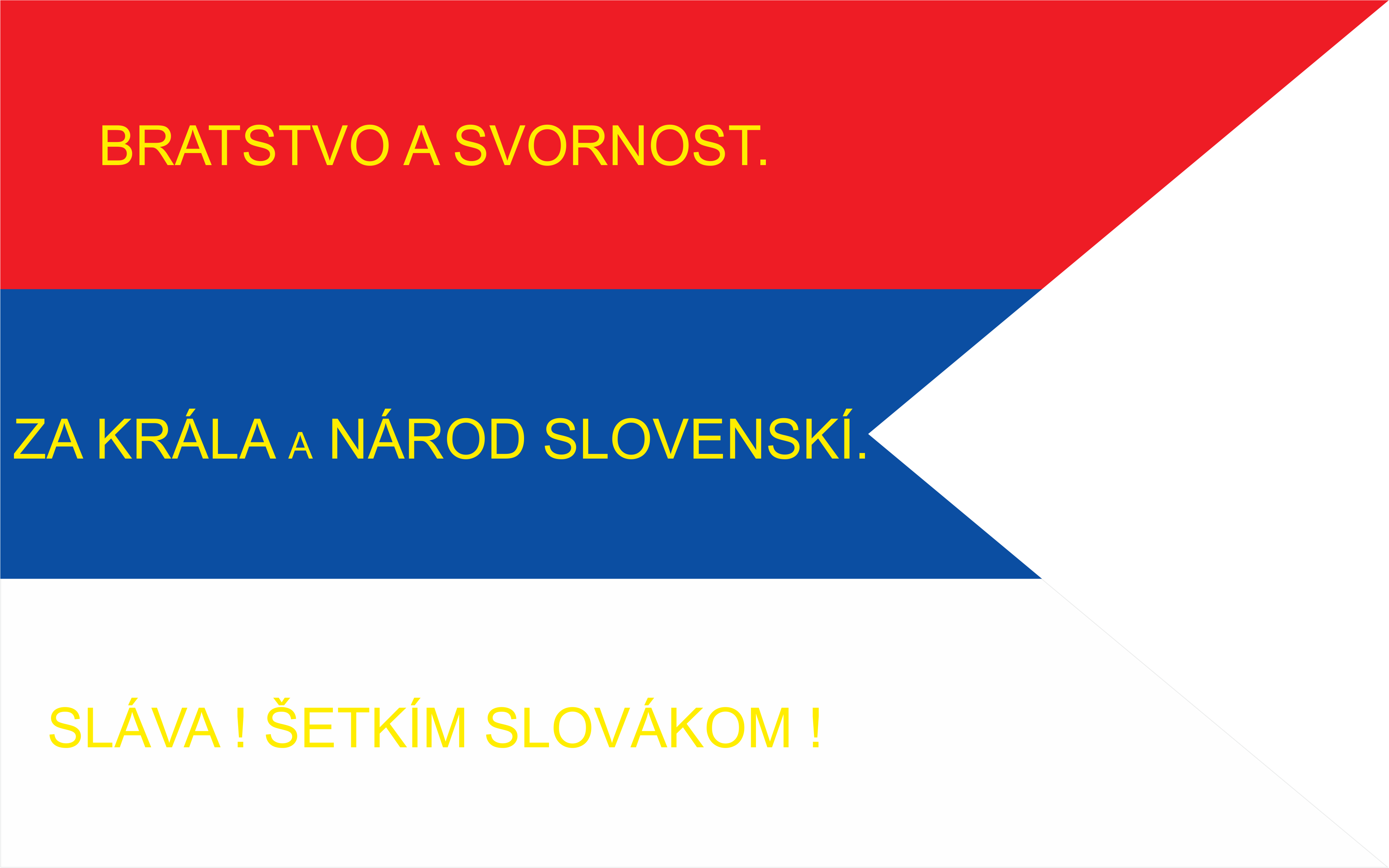
Другой флаг времён восстания 1848—1849 годов, также бывший флагом Словацкого национального совета. После Славянского съезда красный, синий и белый стали основными цветами словацких флагов.
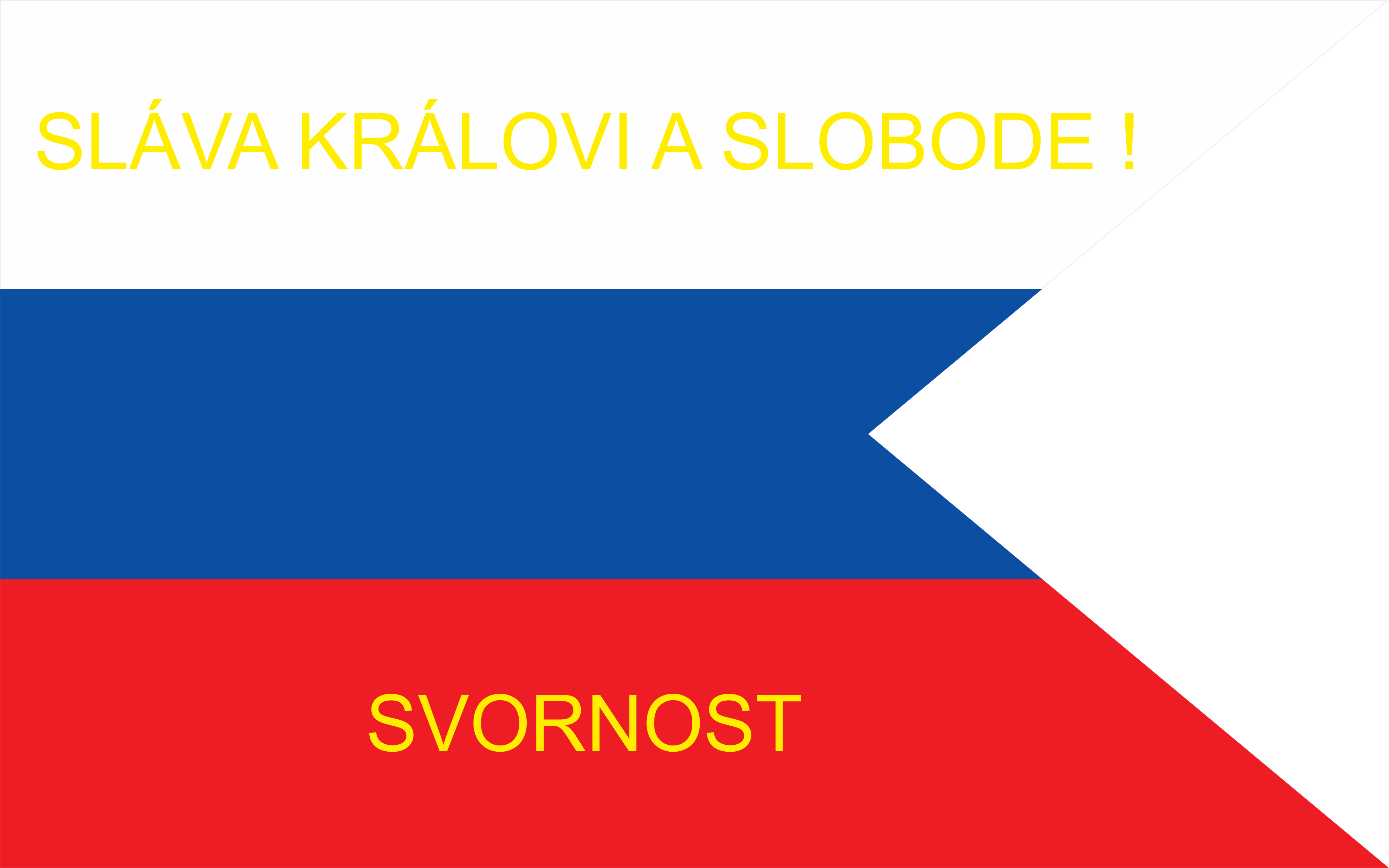
Третий флаг времён восстания 1848—1849 годов
Флаг Словацкой советской республики (1919)
Первый флаг Чехословакии (1918—1920)
Флаг Чехословакии (1920—1939, 1945—1992)
Военный флаг марионеточной Словакии в 1939—1945 годах
Флаг Автономной словацкой земли[англ.] в 1938—1939 годах, марионеточной Словакии (1939—1945), Словацкой социалистической республики в составе ЧССР и ЧСФР (1968—1992)

## Похожие флаги

Флаг России
Флаг Сербии
Флаг Словении